# Medaglia d'onore (Giappone)
Sin dal XIX secolo, il governo giapponese diede ordine di coniare sei differenti tipologie di medaglie d'Onore (褒章?, hōshō) per premiare individualmente quanti si fossero distinti in diversi campi.

## Storia

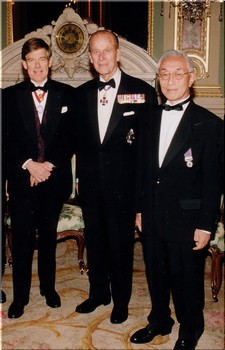
Sulla destra, Hitoshi Narita con la Medaglia d'Onore giapponese col nastro viola. Al suo fianco, il principe Filippo di Edimburgo e il presidente della Royal Academy of Engineering, Alec Broers.

Le medaglie d'Onore con nastro rosso verde e blu vennero istituite il 7 dicembre 1881, e conferite per la prima volta l'anno successivo. Il 14 marzo 1887 fu aggiunta la Medaglia d'Onore con nastro giallo. Il 19 settembre 1918, fu istituita la Medaglia con nastro blu scuro. La Medaglia d'Onore con nastro giallo fu sospesa il 3 maggio 1947, seguita da quella con nastro verde il 25 dicembre 1950. La Medaglia con nastro giallo fu poi ripristinata il 22 gennaio 1955, e lo stesso giorno fu istituita quella con nastro viola. Il 3 novembre 2003 fu ripristinata anche la Medaglia con nastro verde.
Le Medaglie d'Onore vengono concesse due volte all'anno, il 29 aprile (compleanno dell'Imperatore Showa) ed il 3 novembre (compleanno dell'Imperatore Meiji). In ogni occasione vengono conferite circa 800 medaglie a giapponesi e non.

## Insegne
All'inizio, tutte le Medaglie d'Onore tranne quella con il nastro giallo avevano un disegno identico e molto semplice: erano costruite in semplice argento, davanti c'era la scritta medaglia d'onore (褒章?, hōshō) circondata da rami di ciliegio, mentre il retro presentava solo la scritta regalo (賜?, tamamono) (tranne per la medaglia con nastro blu scuro). Quando veniva assegnata più di una volta, al nastro della medaglia veniva applicata una fibbia d'argento. Al raggiungimento di cinque fibbie d'argento, queste venivano sostituite da una d'oro, decorata con fiori di ciliegio.

La Medaglia con nastro giallo aveva un disegno differente: aveva nastro di forma triangolare, sul davanti erano raffigurati l'emblema del crisantemo, un cannone e la scritta medaglia d'onore (褒章?, hōshō) in orizzontale, mentre sul retro c'erano le scritte per le attività di difesa del mare (賛成防海事業?, sansei bō umi jigyō). Veniva concessa a coloro che avessero fatto donazioni in denaro per sostenere le spese di difesa costiera. Per i donatori di ¥1'000 o più era in argento, per i donatori di ¥10'000 era in oro.

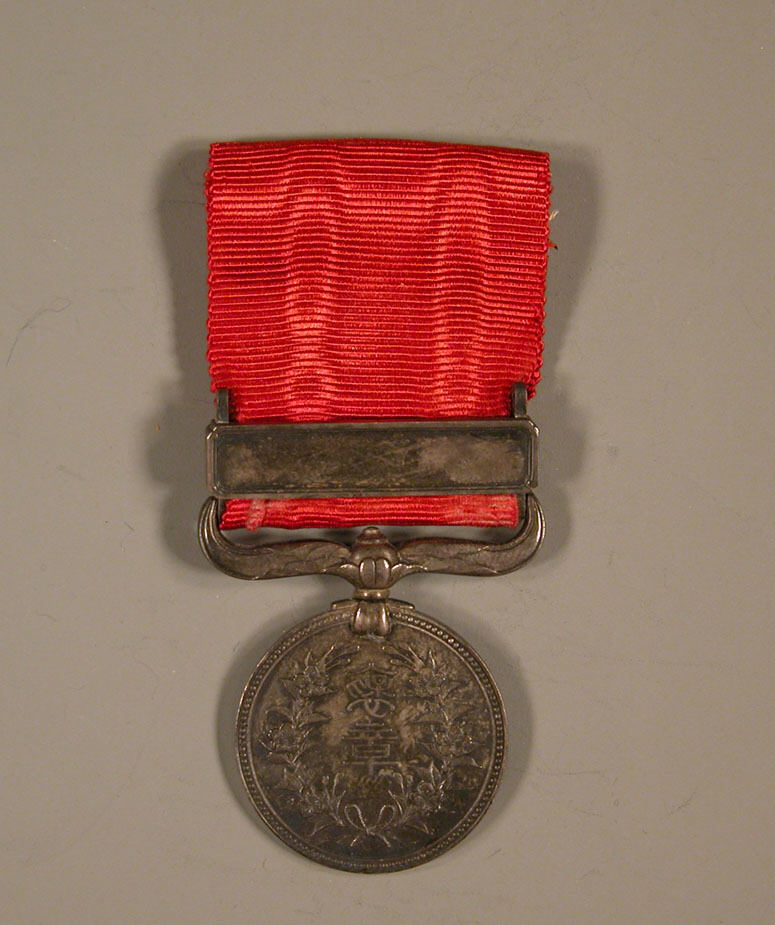
Vecchia Medaglia con nastro rosso (fronte)
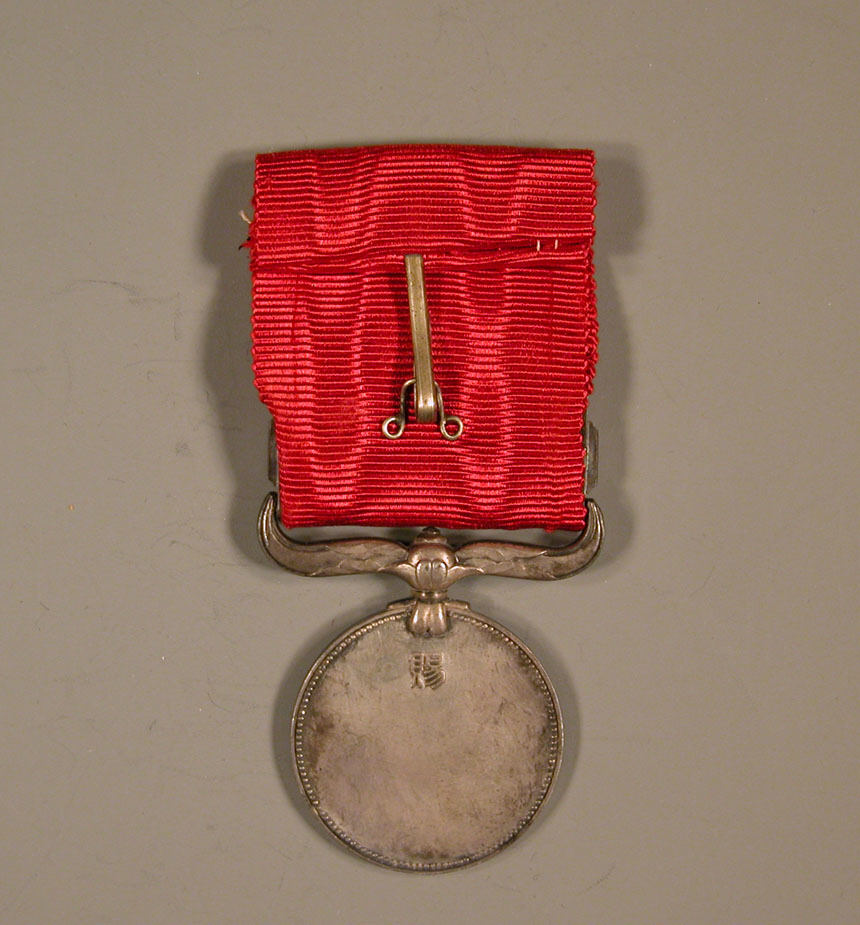
Vecchia Medaglia con nastro rosso (retro)
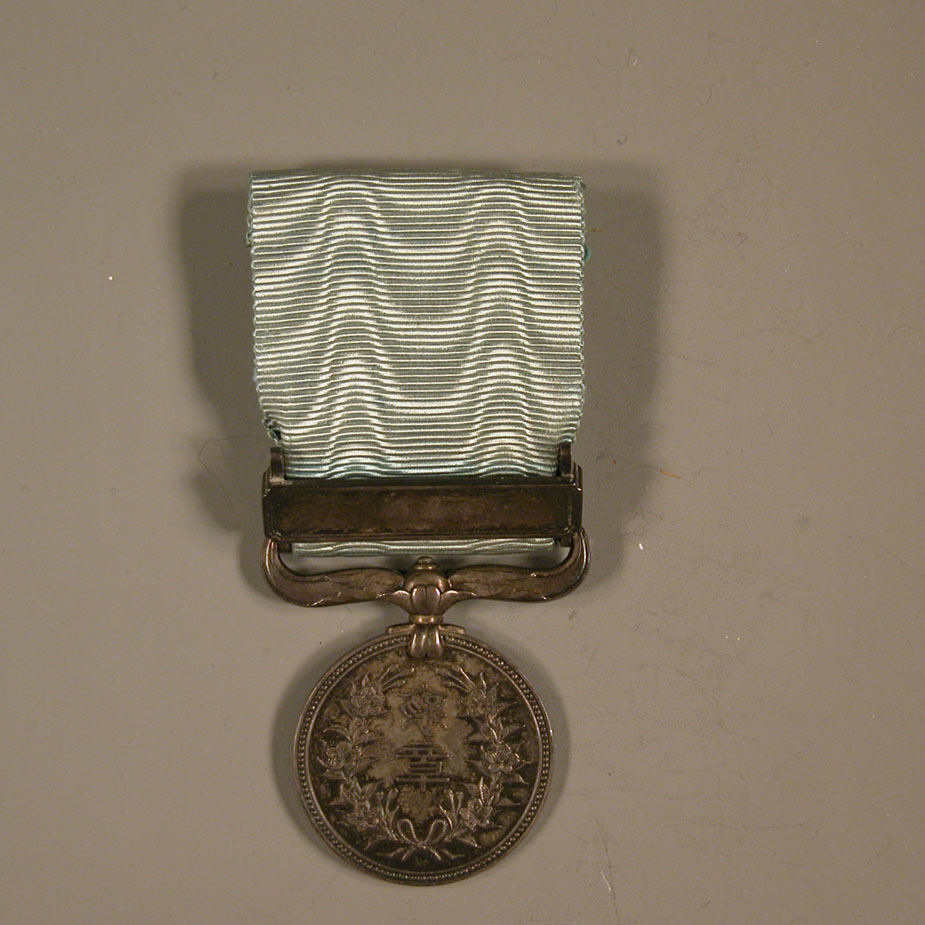
Vecchia Medaglia con nastro verde (fronte)
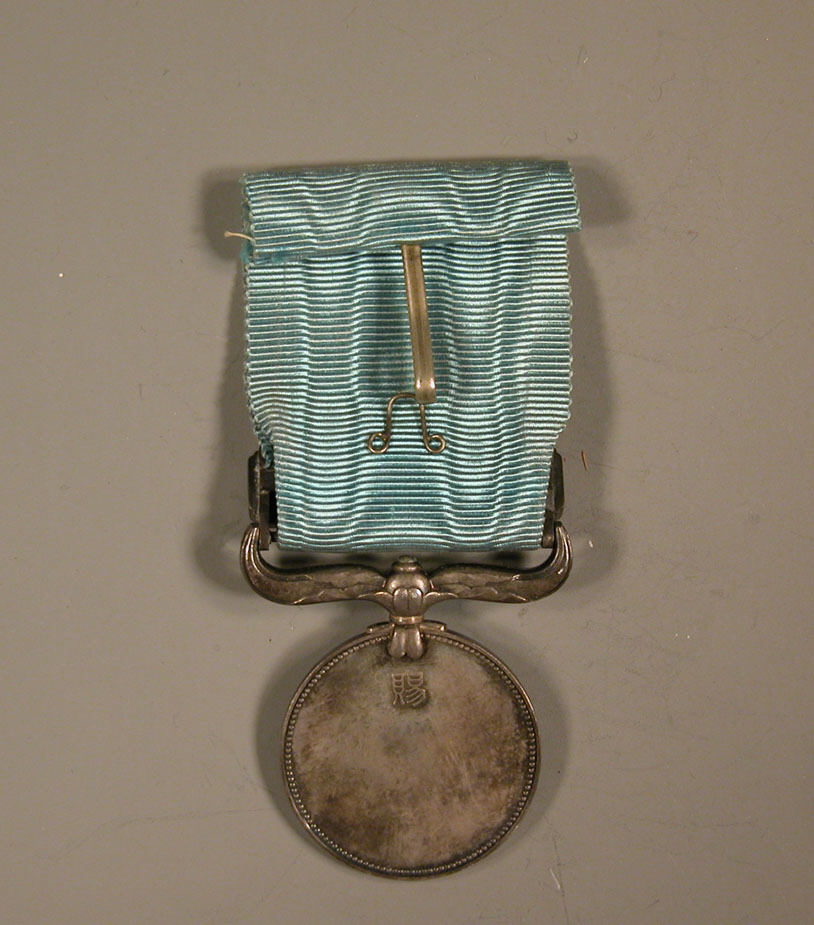
Vecchia Medaglia con nastro verde (retro)
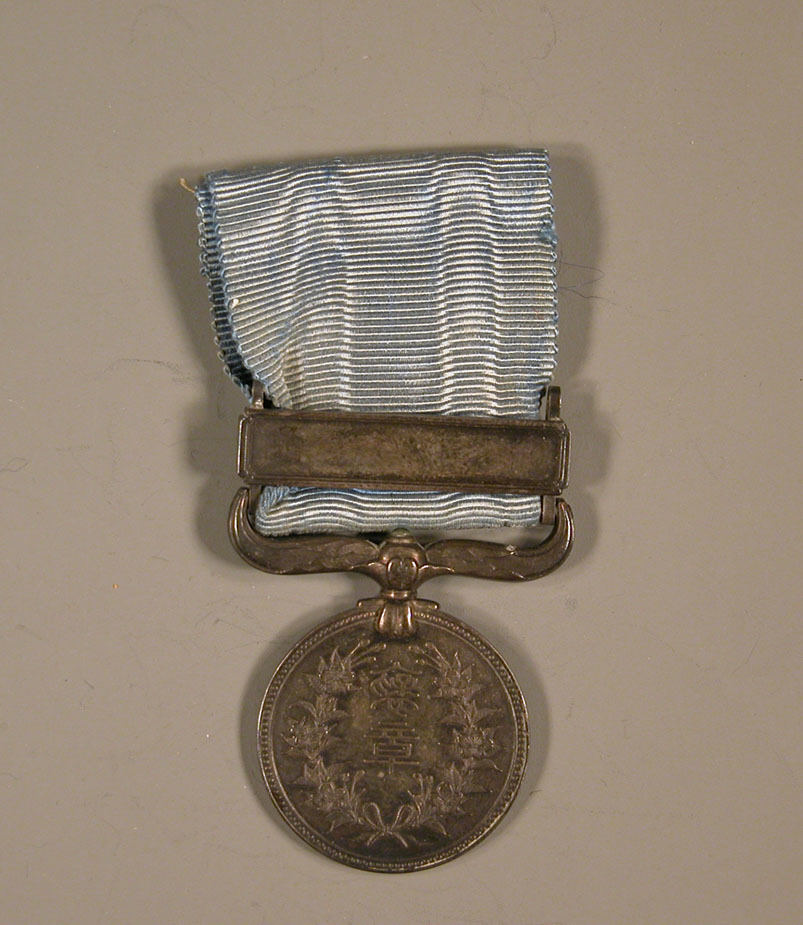
Vecchia Medaglia con nastro blu (fronte)
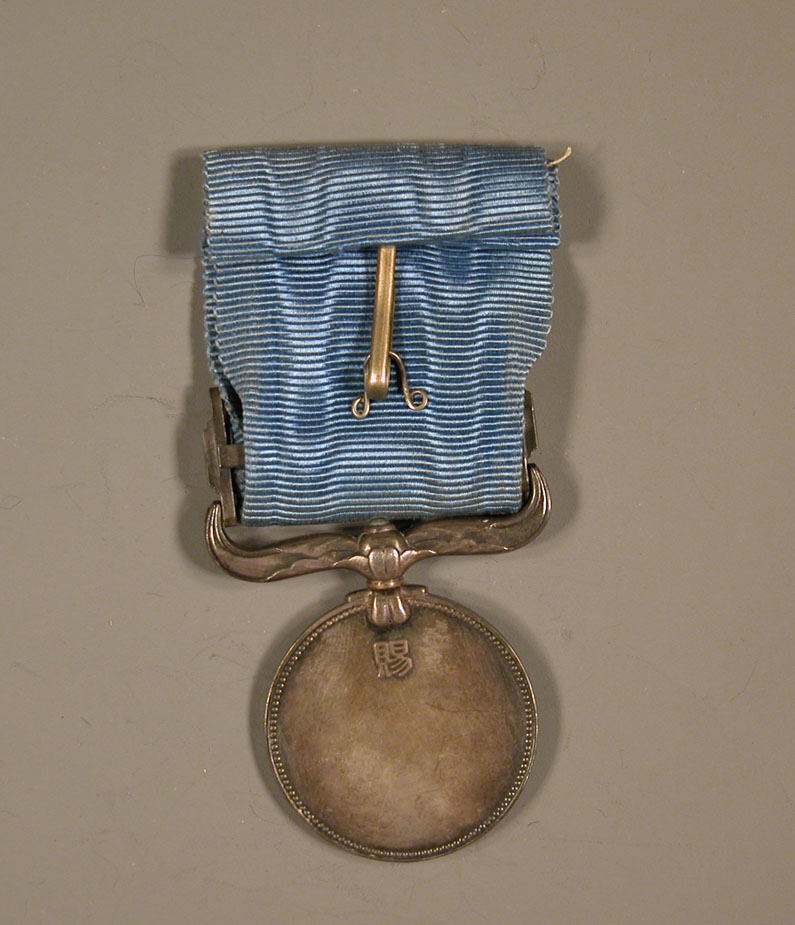
Vecchia Medaglia con nastro blu (retro)
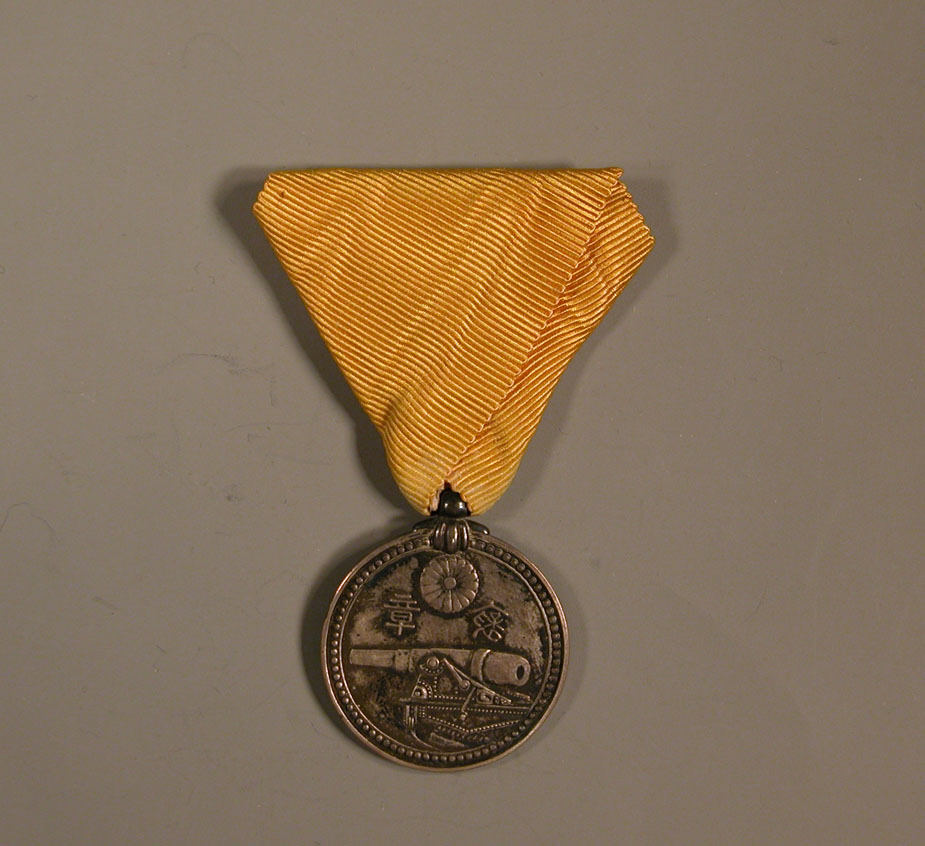
Vecchia Medaglia con nastro giallo (argento, fronte)
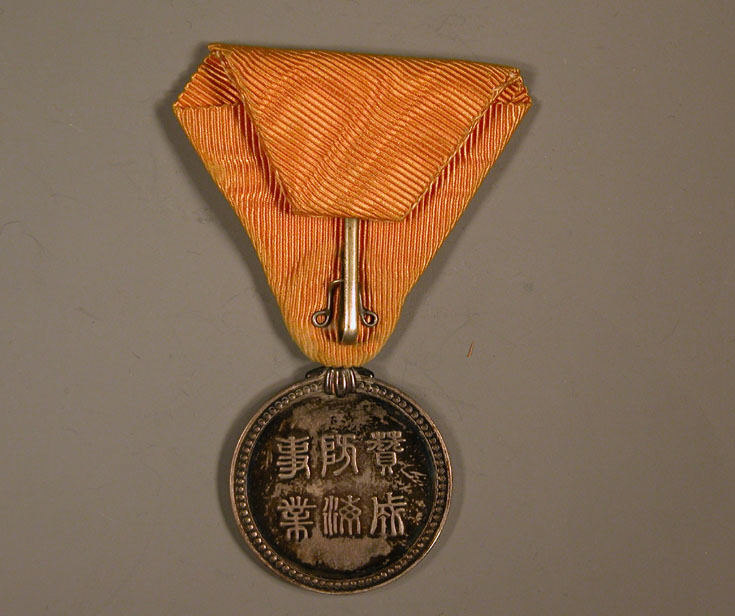
Vecchia Medaglia con nastro giallo (argento, retro)
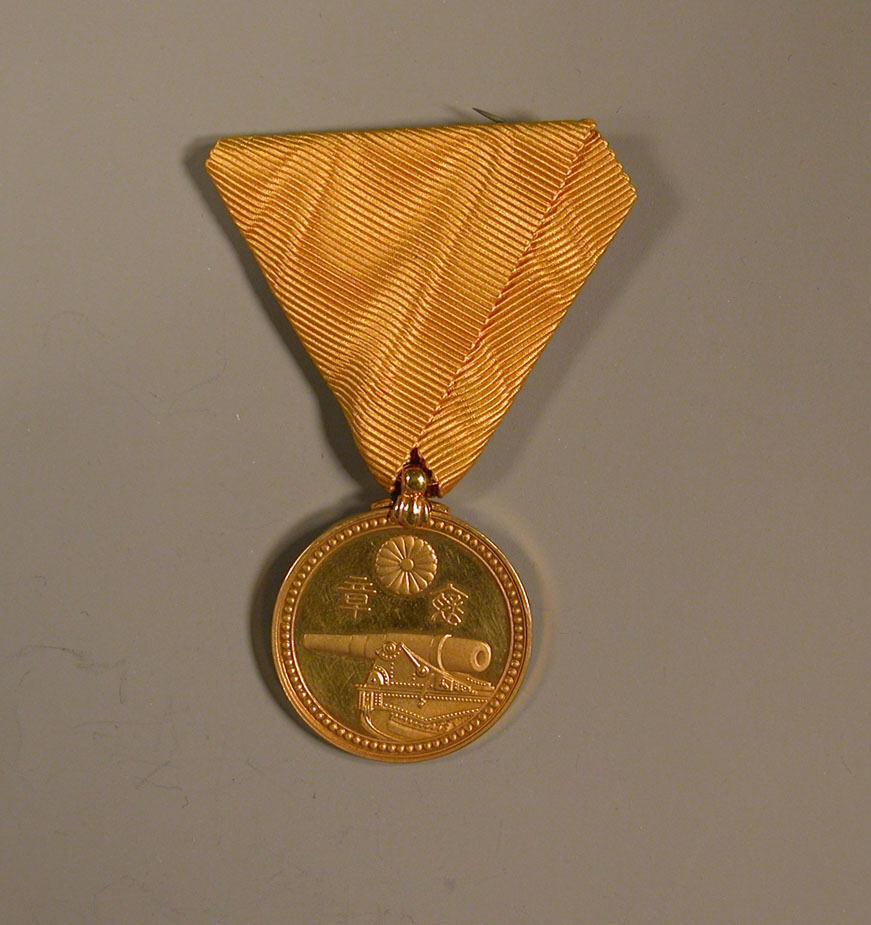
Vecchia Medaglia con nastro giallo (oro, fronte)
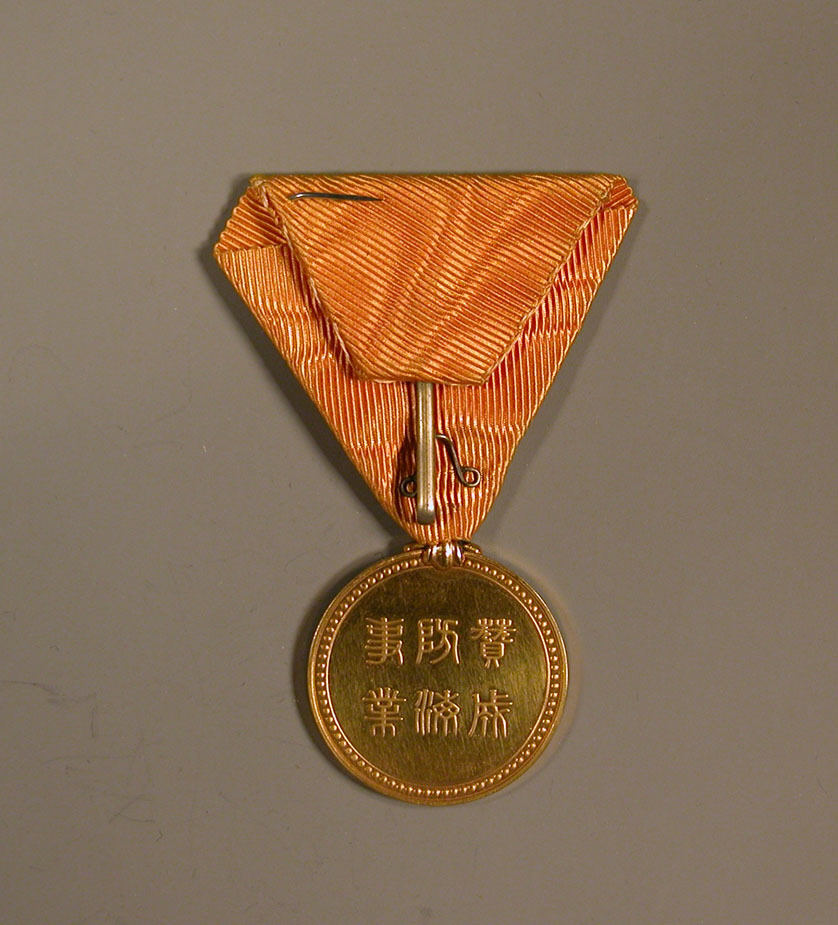
Vecchia Medaglia con nastro giallo (oro, retro)

Attualmente, Il disegno della medaglia è il medesimo per tutte le tipologie, con le parole medaglia d'onore (褒章?, hosho) su un disco centrale dorato attorniato da un anello argentato e decorato con una corona di ciliegio; esse differiscono solo per il colore del nastro.

## Tipologie

### Medaglia con nastro rosso
|  | Venne conferita per la prima volta nel 1882 a quanti avessero messo a repentaglio la loro vita per salvare quella di qualcun altro. Nel 2005 la ricevette anche un ragazzo giapponese di 15 anni per aver salvato la vita ad un motociclista caduto in acqua, divenendo così il più giovane dei membri di quest'onorificenza. |

### Medaglia con nastro verde
|  | Venne conferita per la prima volta nel 1882. Essa viene concessa a persone che si sono impegnate attivamente per servire la società per molti anni (servizio di volontariato) e hanno dato risultati notevoli. La medaglia venne sospesa nel 1950 e i suoi aderenti vennero compresi nel computo delle medaglie col nastro giallo. Dal 2003 essa venne ripristinata. |

### Medaglia con nastro giallo
|  | Venne conferita per la prima volta nel 1887 (poi abolita); venne ripristinata nel 1955 dopo la sospensione del nastro verde. Essa viene concessa alle persone che si sono specializzate in campi come agricoltura, commercio, industria, ecc. e hanno sviluppato tecniche e risultati che saranno un esempio per gli altri. |

### Medaglia con nastro viola
|  | Venne conferita per la prima volta nel 1955. Viene conferita a quanti abbiano raggiunto una notevole esperienza in invenzioni e scoperte nel campo della scienza e della tecnologia o eccellenti risultati in campo accademico, sportivo, artistico e culturale. |

### Medaglia con nastro blu
|  | Venne conferita per la prima volta nel 1882. Essa viene concessa a quanti abbiano sollevato industrie, promosso il benessere sociale, ecc., attraverso un'eccellente gestione aziendale, attività in varie organizzazioni, ecc. |

### Medaglia con nastro blu scuro
|  | Venne conferito per la prima volta nel 1919. Essa viene concessa a quanti abbiano dato eccezionali e generosi contributi finanziari al bene pubblico. |

### Medaglie ricevute più di una volta
|  | A chi avesse già ricevuto una volta la medaglia verrà consegnata una fibbia d'argento. Cinque fibbie d'argento verranno sostituite da una fibbia d'oro. |

## Insigniti di spicco
- Samuel Robinson (nastro rosso)
- Hitoshi Narita (nastro viola)
- Morihei Ueshiba (nastro viola)
- Joe Hisaishi (nastro viola)
- Shōichirō Toyoda (nastro blu)
- Masaru Ibuka (nastro blu)
- Takahide Nakatani (nastro blu)
- Peggy Hayama (nastro viola)
- Yuzuru Hanyū (nastro viola, due volte[2])
- Bandō Tamasaburō V (nastro viola)[3]
- Rumiko Takahashi (nastro viola)
- Fujio Akatsuka (nastro viola)
- Leiji Matsumoto (nastro viola)
- Isao Takahata (nastro viola)
- Issey Miyake (nastro viola)
- Chie Nakane (nastro viola)
- Hideaki Anno (nastro viola)